# Lonchophyllinae
Sous-famille
Les Lonchophyllinae sont une sous-famille de chauves-souris américaines de la famille des Phyllostomidae.

## Liste des genres
Selon BioLib (21 février 2021) :
- genre Hsunycteris Parlos, Timm, Swier, Zeballos & Baker, 2014
- genre Lionycteris Thomas, 1913
- genre Lonchophylla Thomas, 1903
- genre Platalina Thomas, 1928
- genre Xeronycteris Gregorin & Ditchfield, 2005